# Johannes Schmidt (Politiker, 1894)
Johannes Schmidt (* 25. Juli 1894 in Obersotzbach (Main-Kinzig-Kreis); † 7. Juni 1971 in Gelnhausen) war ein deutscher Landwirt und Abgeordneter des Provinziallandtages der preußischen Provinz Hessen-Nassau.

## Leben
Johannes Schmidt war der Sohn des Landwirts Wilhelm Schmidt und dessen Ehefrau Maria Siebenlist. In seinem Heimatort bewirtschaftete er den elterlichen Bauernhof, betätigte sich politisch und wurde Mitglied der NSDAP. Als deren Vertreter erhielt er am 7. April 1933 einen Sitz im Kurhessischen Kommunallandtag des Regierungsbezirks Kassel, aus dessen Mitte er in den Provinziallandtag der Provinz Hessen-Nassau gewählt wurde. Schmidt war der Nachfolger des Abgeordneten Wilhelm Kausemann.